# ريج ديت
ريج ديت (بالإنجليزية: Reg Date)‏ (26 يوليو 1921 في أستراليا - 11 أغسطس 1995) هو لاعب كرة قدم أسترالي في مركز الهجوم. شارك مع منتخب أستراليا لكرة القدم. أما مع النوادي، فقد لعب مع Wallsend FC ‏.